# Phylloxiphia
Phylloxiphia este un gen de molii din familia Sphingidae. 

## Specii
- Phylloxiphia bicolor - (Rothschild, 1894)
- Phylloxiphia formosa - Schultze, 1914
- Phylloxiphia goodii - (Holland, 1889)
- Phylloxiphia illustris - (Rothschild & Jordan, 1906)
- Phylloxiphia karschi - (Rothschild & Jordan, 1903)
- Phylloxiphia metria - (Jordan, 1920)
- Phylloxiphia oberthueri - Rothschild & Jordan, 1903
- Phylloxiphia oweni - (Carcasson, 1968)
- Phylloxiphia punctum - (Rothschild, 1907)
- Phylloxiphia vicina - (Rothschild & Jordan, 1915)